# Asplenium sarniense
Asplenium sarniense är en svartbräkenväxtart som beskrevs av Sleep. Asplenium sarniense ingår i släktet Asplenium och familjen Aspleniaceae. Inga underarter finns listade.